# Equatoria

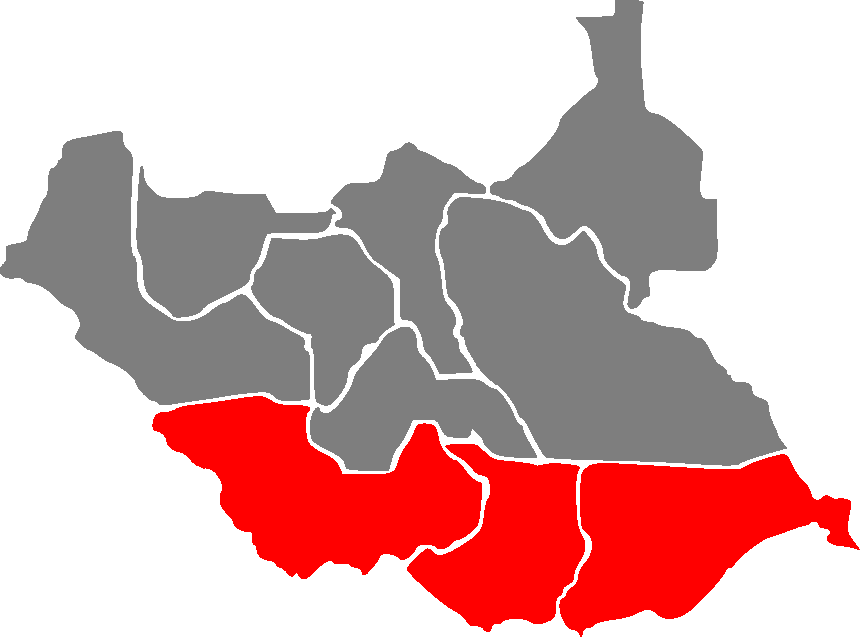
Státy Equatorie na mapě Jižního Súdánu.

Equatoria (arabsky: الاستوائية /Al-Istiwa'iyah/) je provincie Jižního Súdánu, rozkládající se v jeho jižní části, přibližně okolo a na jih od 5° severní šířky. Historicky však toto území sahalo až k rovníku (anglicky equator – odtud název).

## Historie
Původně byla tato oblast egyptskou provincií – tehdy zabírala taktéž severní část dnešní Ugandy a Keni. Až do novověku byla Equatoria pro západní civilizace místem zajímavým leda tak pro pár dobrodruhů a legionářů s vojenskými stanovišti.
Oficiálně se tato oblast stala poslední z tehdejších osmi provincií Egypta a to z popudu generála britského impéria Samuela Bakera někdy mezi 1869 a 1873, který zde plnil funkci egyptského guvernéra. Po Bakerovi Equatorii vládl Charles George Gordon od roku 1874 a Emin Paša od roku 1878. Povstání dervišů vedené myšlenkou islámského vůdce Muhammada Ahmada ibn ’Abdulláha učinila egyptskému područí konec v roce 1889.
Součástí Equatorie byla nynější jihosúdánská provincie Bahr al Ghazal až do svého odtržení v roce 1948. V roce 1976 byla Equatoria dále rozdělena na Východní Equatorii a Západní Equatorii.
Equatoria se stala problémovou oblastí zmítanou ozbrojenými konflikty a náboženskými sváry mezi křesťanstvím a islámem v podstatě po celou druhou polovinu 20. století – jak za první tak druhé súdánské občanské války, během protiugandským bouřím jitřených povstaleckými skupinami jako např. Boží armády odporu či Fronta západního břehu Nilu. V roce 2011 se stala jednou ze tří provincií Jižního Súdánu.

## Sídla
Významná sídla v Equatorii byla a jsou Lado, Gondokoro, v jižnějších polohách též Dufile a Wadela, které jsou nyní součástí Ugandy.
V současnosti je nejvýznamnějším městem Džuba, jež je hlavním městem nově vzniklé země Jižního Súdánu.

## Češi
V sedmdesátých letech působil v Equatorii český zoolog a cestovatel Josef Vágner. 

## Administrativní členění
Equatoria se dělí na tři jihosúdánské státy:
- Střední Equatoria
- Východní Equatoria
- Západní Equatoria